# Tudor Ganea
Tudor Ganea (* 17. Oktober 1922; † 1971) war ein rumänischer Mathematiker, der sich mit algebraischer Topologie befasste.
Ganea emigrierte zunächst nach Frankreich, wo er 1962 bei Henri Cartan in Paris promoviert wurde. Anschließend ging er in die USA an die Purdue University, wo er ein Jahr blieb, und wechselte dann an die University of Washington in Seattle.
Nach ihm und Samuel Eilenberg ist der Satz von Ganea und Eilenberg benannt: sei {\displaystyle n\geq 3} und G eine endlich präsentierte Gruppe (mit kohomologischer Dimension {\displaystyle cd(G)\leq n}), dann gibt es einen n-dimensionalen asphärischen CW-Komplex, dessen Fundamentalgruppe G ist. Im Fall n=2 ist die entsprechende Vermutung offen (Eilenberg-Ganea-Vermutung).
Eine nach ihm benannte Vermutung über die Lusternik–Schnirelmann-Kategorie (nach Lasar Aronowitsch Ljusternik, Lew Schnirelmann) wurde 1998 durch Norio Iwase widerlegt. Die Vermutung ist Teil von 15 Vermutungen, die er auf einer Konferenz im Batelle Research Center in Seattle 1971 stellte.
1962 hielt er einen Vortrag auf dem Internationalen Mathematikerkongress in Stockholm (On some numerical homotopy invariants).